# Mirosław Chaberek
Mirosław Chaberek (ur. 18 sierpnia 1948 w Nowogrodzie) – polski ekonomista, podsekretarz stanu w resortach związanych z infrastrukturą (2005–2008).

## Życiorys
W 1973 ukończył studia na Wydziale Ekonomiki Transportu Uniwersytetu Gdańskiego, a w 1978 Studium Podyplomowe na Wydziale Humanistycznym tej uczelni. W 1978 został doktorem, w 1989 doktorem habilitowanym, w 1997 profesorem nadzwyczajnym w UG, w 2003 profesorem nauk ekonomicznych. Pełnił funkcję prodziekana Wydziału Ekonomicznego, obecnie kierownik Katedry Logistyki. Wykładowca w Katedrze Marketingu, Handlu i Logistyki na Wydziale Nauk Ekonomicznych i Zarządzania Uniwersytetu Mikołaja Kopernika w Toruniu. Od 1992 do 1998 członek rad nadzorczych spółek skarbu państwa, od 1999 Komitetu Transportu Polskiej Akademii Nauk, w latach 2000–2004 Rady Naukowej Centrum Naukowo-Technicznego Kolejnictwa w Warszawie, od 2004 wiceprzewodniczący Rady Techniczno-Ekonomicznej przy prezesie Urzędu Transportu Kolejowego. Od 2005 do 2006 podsekretarz stanu w Ministerstwie Transportu i Budownictwa (ds. kolejnictwa), od 2006 do 2008 podsekretarz stanu w Ministerstwie Transportu (również ds kolejnictwa). Przewodniczący Rady Nadzorczej PKP S.A. (2015–2018), pozostaje jej członkiem. Autor wielu publikacji naukowych. W latach 1978–1982 członek Polskiego Towarzystwa Ekonomicznego, 1985–1990 Towarzystwa Konsultantów Polskich, od 1995 Polskiego Towarzystwa Logistycznego.

## Odznaczenia
- Krzyż Oficerski Orderu Odrodzenia Polski[2] – 2020
- Złoty Krzyż Zasługi[1][3] – 1999